# Sua Mina Ouve Meu Rep Tamém
Sua Mina Ouve Meu Rep Tamém es el segundo trabajo del rapero brasileño Emicida, lanzado a comienzos de febrero de 2010. En el formato de un EP, el CD contiene seis pistas. "Sua Mina Ouve Meu Rap" es una canción de MC Marechal, una de las principales asociaciones de Emicida, de ahí viene la razón para el nombre del álbum.

## Pistas
1. Intro
2. Quer Saber? (con I Jay y Fióti)
3. Chegaí (con Projetonave)
4. Vacilão
5. Volúpia (con DJ Nyack, Xenia y Eric)
6. Não Vejo a Hora (DJ Soares)